# Боливарианские игры 1938
1-е Боливарианские игры проходили с 6 по 22 августа 1938 года в Боготе (Колумбия). В соревнованиях приняли участие 716 спортсменов из 6 стран. Игры были официально открыты президентом Колумбии Альфонсо Лопес Пумарехо, в сопровождении Альберто Нариньо Чейна из Колумбийского Олимпийского комитета, полковником Леопольдо Пьедраита из местного организационного комитета, и Густаво Сантосом, мэром города Боготы.

## Страны-участницы
| - Боливия (70) - Колумбия (250) | - Эквадор (110) - Панама (74) | - Перу (112) - Венесуэла (100) |

В скобках — количество участников от тои или иной страны на играх

## Виды спорта
- Водные виды спорта:
  -  Прыжки в воду
  -  Плавание
  -  Водное поло
- Лёгкая атлетика
- Бейсбол
- Баскетбол
- Бокс
- Шахматы
- Велоспорт
- Конный спорт
- Фехтование
- Футбол
- Гольф
- Баскская пелота
- Стрельба
- Теннис
- Волейбол
- Тяжёлая атлетика
- Борьба

## Итоги Игр
| Место | Страна    | Золото | Серебро | Бронза | Всего |
| 1     | Перу      | 26     | 22      | 17     | 65    |
| 2     | Эквадор   | 23     | 20      | 15     | 58    |
| 3     | Колумбия  | 19     | 26      | 21     | 66    |
| 4     | Венесуэла | 10     | 7       | 4      | 21    |
| 5     | Панама    | 3      | 7       | 3      | 13    |
| 6     | Боливия   | 3      | 1       | 6      | 10    |
| Всего | Всего     | 84     | 83      | 66     | 233   |